# Dreiband-Weltmeisterschaft 1985

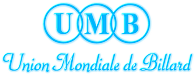
Logo UMB (ausrichtender Verband)

Veranstaltungsort: Heeswijk-Dinther

Die Dreiband-Weltmeisterschaft 1985 war das 40. Turnier in dieser Disziplin des Karambolagebillards und fand vom 16. bis 19. Mai 1985 in Heeswijk-Dinther statt. Es war die fünfte Dreiband-WM in den Niederlanden.

## Geschichte
Mit dem knappsten aller Ergebnisse sicherte sich der Belgier Raymond Ceulemans seinen 19. WM-Titel im Dreiband. Im Finale gegen seinen härtesten Gegner der letzten Jahre Nobuaki Kobayashi aus Japan siegte er mit 50:49 in 32 Aufnahmen. Im Halbfinale gewann Ceulemans gegen den Schweden Torbjörn Blomdahl glatt mit 50:14 in 22 Aufnahmen. Die letzten beiden Partien gegen den Schweden hatte er verloren. An jedem Tag des Turniers gab es einen Massenandrang und es herrschte eine außerordentliche Stimmung im Saal.

## Modus
Gespielt wurde in der Gruppenphase, 2 Gruppen à 6 Spieler, „Jeder gegen Jeden“ auf bis Punkte. Die beiden Gruppenersten kamen im Halbfinale. Die Halbfinalsieger kamen ins Finale. Alle Plätze wurden ausgespielt.
Bei MP-Gleichstand wird in folgender Reihenfolge gewertet:
1. MP = Matchpunkte

1. GD = Generaldurchschnitt
2. HS = Höchstserie

## Vorrunde
| Abschlusstabelle Gruppe A  | Abschlusstabelle Gruppe A | Abschlusstabelle Gruppe A | Abschlusstabelle Gruppe A | Abschlusstabelle Gruppe A | Abschlusstabelle Gruppe A | Abschlusstabelle Gruppe A | Abschlusstabelle Gruppe A |
| Platz                      | Name                      | MP                        | Pkte.                     | Aufn.                     | GD                        | BED                       | HS                        |
| -------------------------- | ------------------------- | ------------------------- | ------------------------- | ------------------------- | ------------------------- | ------------------------- | ------------------------- |
| 1                          | Nobuaki Kobayashi         | 8:2                       | 242                       | 191                       | 1,337                     | 1,785                     | 14                        |
| 2                          | Torbjörn Blomdahl         | 8:2                       | 243                       | 235                       | 1,034                     | 1,612                     | 11                        |
| 3                          | Rini van Bracht           | 6:4                       | 228                       | 191                       | 1,193                     | 1,515                     | 9                         |
| 4                          | José Gomez                | 4:6                       | 172                       | 217                       | 0,792                     | 1,190                     | 9                         |
| 5                          | Allen Gilbert             | 2:8                       | 180                       | 257                       | 0,700                     | 0,746                     | 6                         |
| 6                          | Mohammed Diab             | 2:8                       | 172                       | 253                       | 0,679                     | 0,748                     | 5                         |
| Gruppendurchschnitt: 0,920 |                           |                           |                           |                           |                           |                           |                           |

| Abschlusstabelle Gruppe B  | Abschlusstabelle Gruppe B | Abschlusstabelle Gruppe B | Abschlusstabelle Gruppe B | Abschlusstabelle Gruppe B | Abschlusstabelle Gruppe B | Abschlusstabelle Gruppe B | Abschlusstabelle Gruppe B |
| Platz                      | Name                      | MP                        | Pkte.                     | Aufn.                     | GD                        | BED                       | HS                        |
| -------------------------- | ------------------------- | ------------------------- | ------------------------- | ------------------------- | ------------------------- | ------------------------- | ------------------------- |
| 1                          | Raymond Ceulemans         | 10:0                      | 250                       | 173                       | 1,445                     | 1,666                     | 11                        |
| 2                          | Junichi Komori            | 8:2                       | 230                       | 220                       | 1,045                     | 1,315                     | 10                        |
| 3                          | Hidetoshi Iguchi          | 4:6                       | 207                       | 235                       | 0,880                     | 1,250                     | 6                         |
| 4                          | Frank Torres              | 4:6                       | 212                       | 243                       | 0,872                     | 1,250                     | 8                         |
| 5                          | Arie Weijenburg           | 2:8                       | 202                       | 219                       | 0,922                     | 1,111                     | 11                        |
| 6                          | José Viteri               | 2:8                       | 210                       | 238                       | 0,882                     | 0,769                     | 7                         |
| Gruppendurchschnitt: 0,987 |                           |                           |                           |                           |                           |                           |                           |

## Finalrunde
|  | Halbfinale 50 Punkte       | Halbfinale 50 Punkte |                   |            | Finale 50 Punkte | Finale 50 Punkte |
|  |                            |                      |                   |            |                  |                  |
|  | Nobuaki Kobayashi          | 2/50/37/7            |                   |            |                  |                  |
|  | Junichi Komori             | 0/34/37/4            |                   |            |                  |                  |
|  | 19. April 1985             |                      |                   |            |                  |                  |
|  |                            |                      | 19. April 1985    |            |                  |                  |
|  | Raymond Ceulemans          | 2/50/32/6            |                   |            |                  |                  |
|  |                            | Nobuaki Kobayashi    | 0/49/32/6         |            |                  |                  |
|  |                            |                      |                   |            |                  |                  |
|  | Spiel um Platz 3 50 Punkte |                      |                   |            |                  |                  |
|  | 19. April 1985             | 19. April 1985       | Junichi Komori    | 2/50/36/11 |                  |                  |
|  | Raymond Ceulemans          | 2/50/22/7            | Torbjörn Blomdahl | 0/24/36/4  |                  |                  |
|  | Torbjörn Blomdahl          | 0/14/22/3            |                   |            | 19. April 1985   | 19. April 1985   |

| Platz             | Name             | MP  | Pkte | Aufn. | GD    | BED   | HS |
| ----------------- | ---------------- | --- | ---- | ----- | ----- | ----- | -- |
| Spiel um Platz 5  |                  |     |      |       |       |       |    |
| 5                 | Hidetoshi Iguchi | 2:0 | 50   | 46    | 1,086 | 1,086 | 6  |
| 5                 | Rini van Bracht  | 0:2 | 44   | 46    | 0,956 | –     | 5  |
| Spiel um Platz 7  |                  |     |      |       |       |       |    |
| 7                 | Frank Torres     | 2:0 | 50   | 45    | 1,111 | 1,111 | 5  |
| 8                 | José Gomez       | 0:2 | 39   | 45    | 0,866 | –     | 6  |
| Spiel um Platz 9  |                  |     |      |       |       |       |    |
| 9                 | Allen Gilbert    | 2:0 | 50   | 33    | 1,515 | 1,515 | 11 |
| 10                | Arie Weijenburg  | 0:2 | 40   | 33    | 1,212 | –     | 5  |
| Spiel um Platz 11 |                  |     |      |       |       |       |    |
| 11                | José Viteri      | 2:0 | 50   | 79    | 0,632 | 0,632 | 4  |
| 12                | Mohammed Diab    | 0:2 | 48   | 79    | 0,607 | –     | 4  |

## Abschlusstabelle
| MP    | Match Points (Sieger = 2; Unentschieden = 1; Verlierer = 0) |
| Pkte. | Erzielte Karambolagen                                       |
| Aufn. | Benötigte Versuche                                          |
| GD    | Generaldurchschnitt                                         |
| BED   | Bester Einzeldurchschnitt eines Spielers                    |
| HS    | Höchstserie                                                 |
|       | Bester GD des Turniers                                      |
|       | Bester ED des Turniers                                      |
|       | Beste HS des Turniers                                       |
|       | 1. Platz (Gold)                                             |
|       | 2. Platz (Silber)                                           |
|       | 3. Platz (Bronze)                                           |

| Platz                      | Name              | MP   | Pkte. | Aufn. | GD    | BED   | HS |
| -------------------------- | ----------------- | ---- | ----- | ----- | ----- | ----- | -- |
| 1                          | Raymond Ceulemans | 14:0 | 350   | 227   | 1,541 | 2,272 | 11 |
| 2                          | Nobuaki Kobayashi | 10:4 | 341   | 250   | 1,364 | 1,785 | 14 |
| 3                          | Junichi Komori    | 10:4 | 314   | 293   | 1,071 | 1,388 | 11 |
| 4                          | Torbjörn Blomdahl | 8:6  | 281   | 293   | 0,959 | 1,612 | 11 |
| 5                          | Hidetoshi Iguchi  | 6:6  | 257   | 281   | 0,914 | 1,250 | 6  |
| 6                          | Rini van Bracht   | 6:6  | 272   | 237   | 1,147 | 1,515 | 13 |
| 7                          | Frank Torres      | 6:6  | 262   | 288   | 0,909 | 1,250 | 8  |
| 8                          | José Gomez        | 4:8  | 211   | 262   | 0,805 | 1,190 | 9  |
| 9                          | Allen Gilbert     | 4:8  | 230   | 290   | 0,793 | 1,515 | 11 |
| 10                         | Arie Weijenburg   | 2:10 | 242   | 252   | 0,960 | 1,111 | 11 |
| 11                         | José Viteri       | 4:8  | 260   | 317   | 0,820 | 0,769 | 7  |
| 12                         | Mohammed Diab     | 2:10 | 220   | 332   | 0,662 | 0,746 | 5  |
| Turnierdurchschnitt: 0,975 |                   |      |       |       |       |       |    |